# Asige
Asige ist eine Ortschaft (småort) östlich von Falkenberg in der schwedischen Provinz Hallands län und der historischen Provinz (landskap) Halland.
Im Jahr 2000 hatte der Ort 60 Einwohner; bis 2005 sank diese Zahl jedoch unter 50, sodass Asige den Status eines småort verlor; 2015 erlangte es diesen jedoch erneut durch Bevölkerungswachstum auf 70.
Der Ort ist einer der Plätze, die mit der mythologischen Geschichte von "Hagbard und Signy" in Verbindung gebracht werden. Im Dorf stehen vier kulturgeschichtlich bedeutende Bautasteine, darunter eine aus unterschiedlichen Gesteinsarten bestehende Gruppe von jeweils mehr als vier Tonnen Gewicht, die Hagbards galge („Galgen“) genannt wird. Zwei der Steine tragen Felsritzungen beziehungsweise Schälchen.

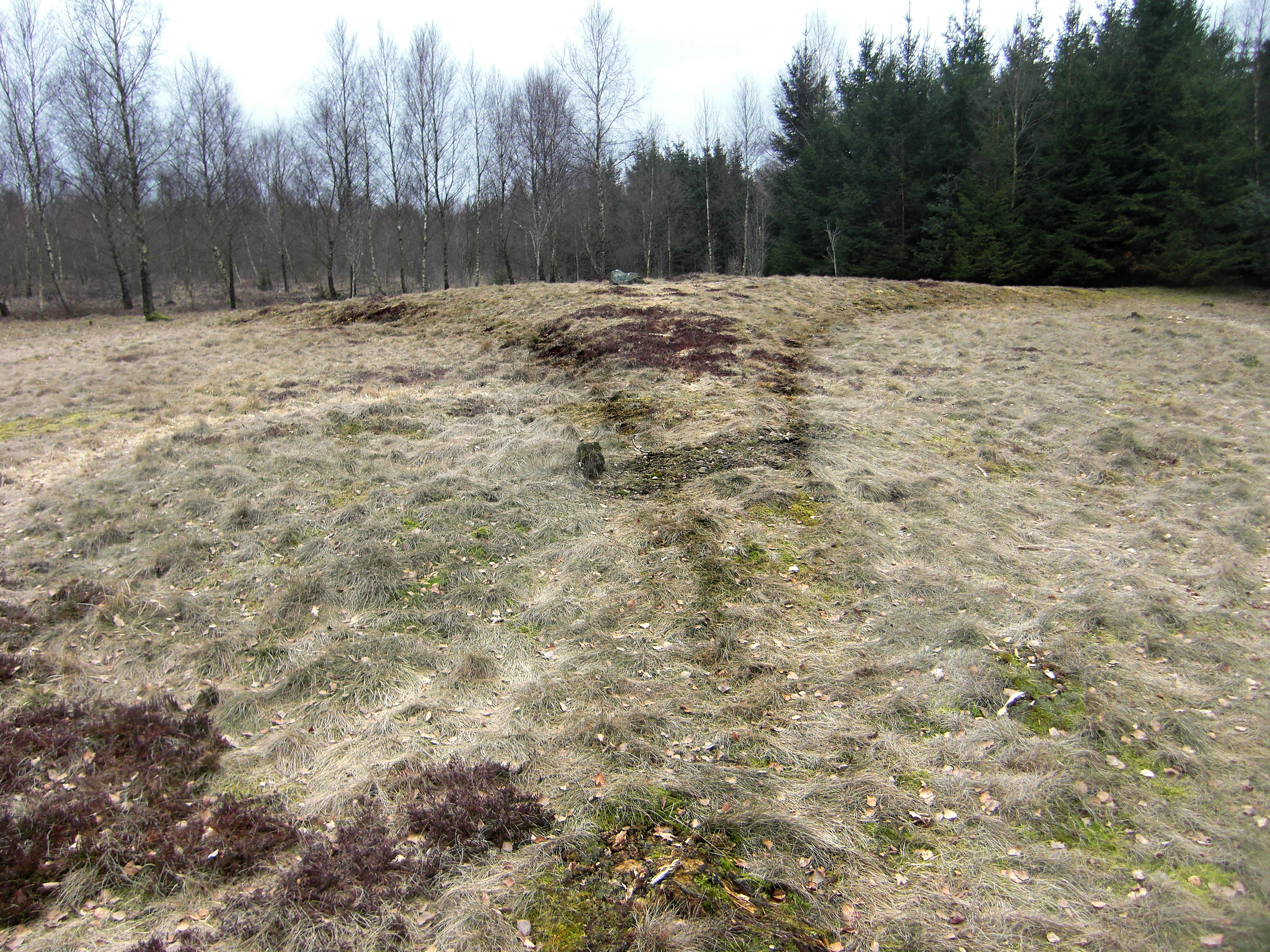
Der Treudd
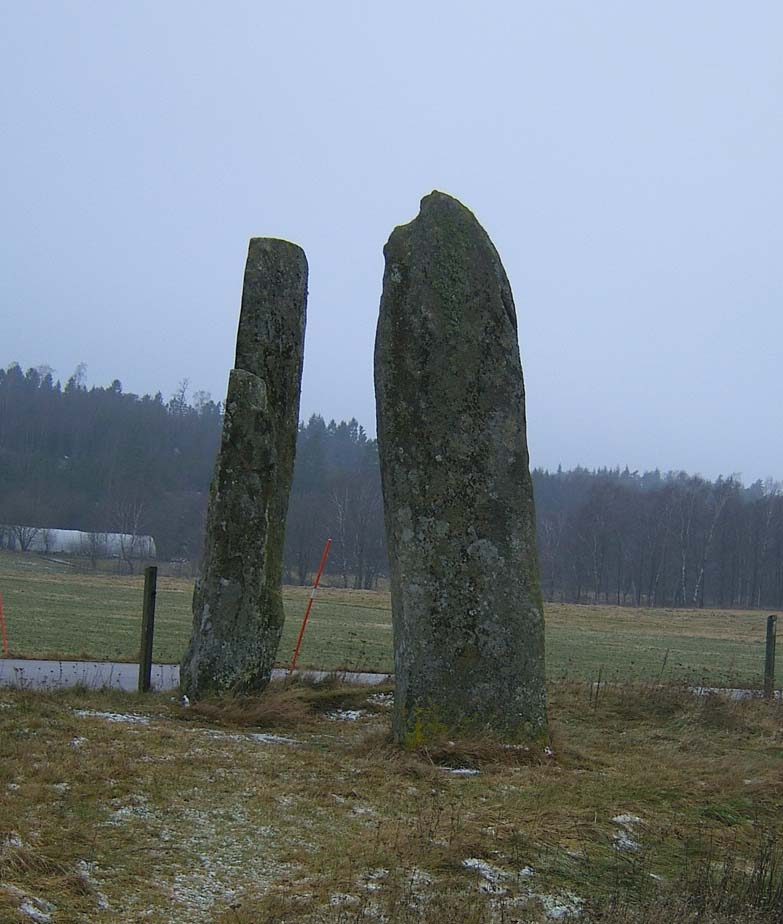
Hagbards Galgen
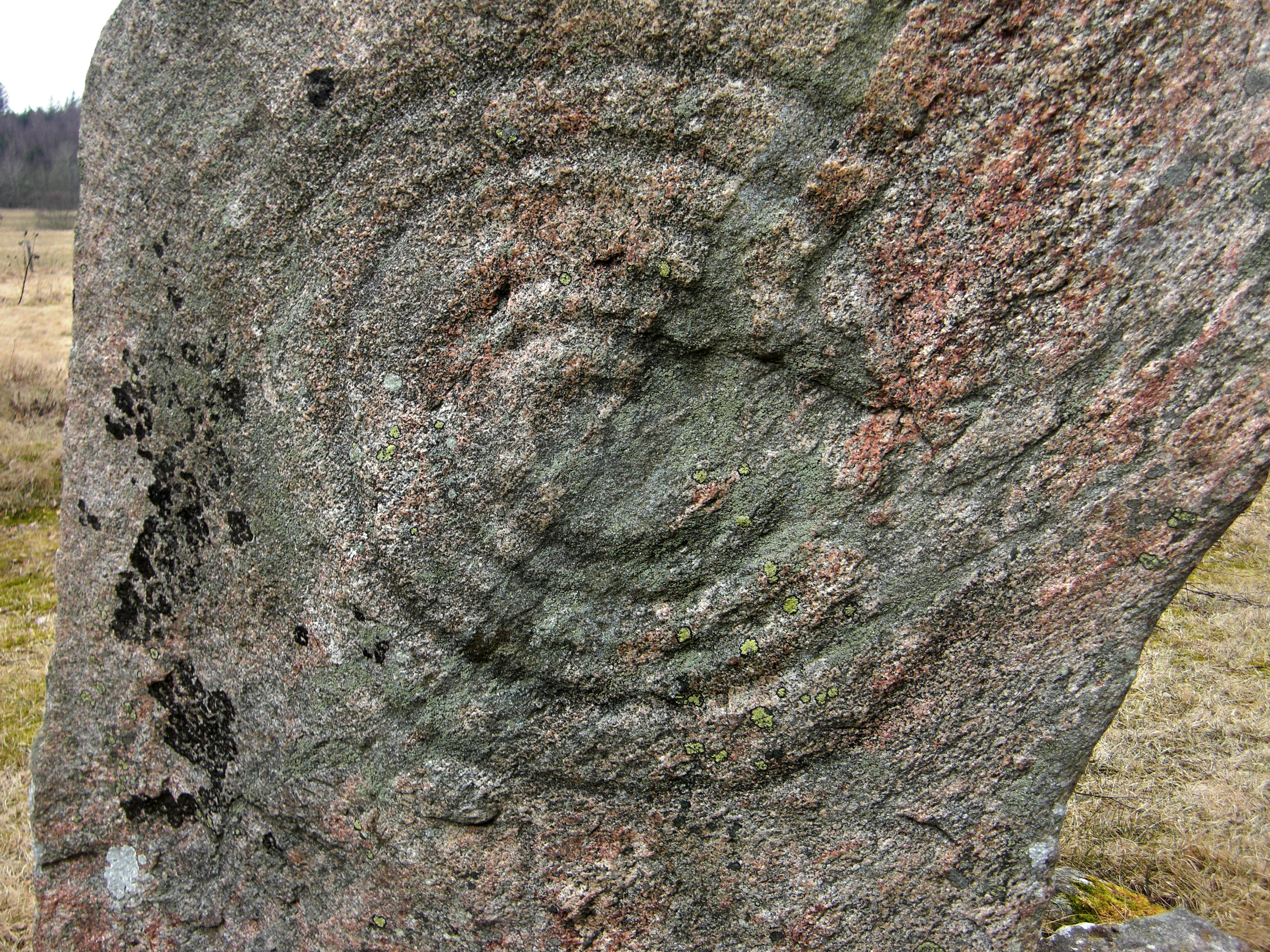
Felsritzung auf Hagbards Galgen
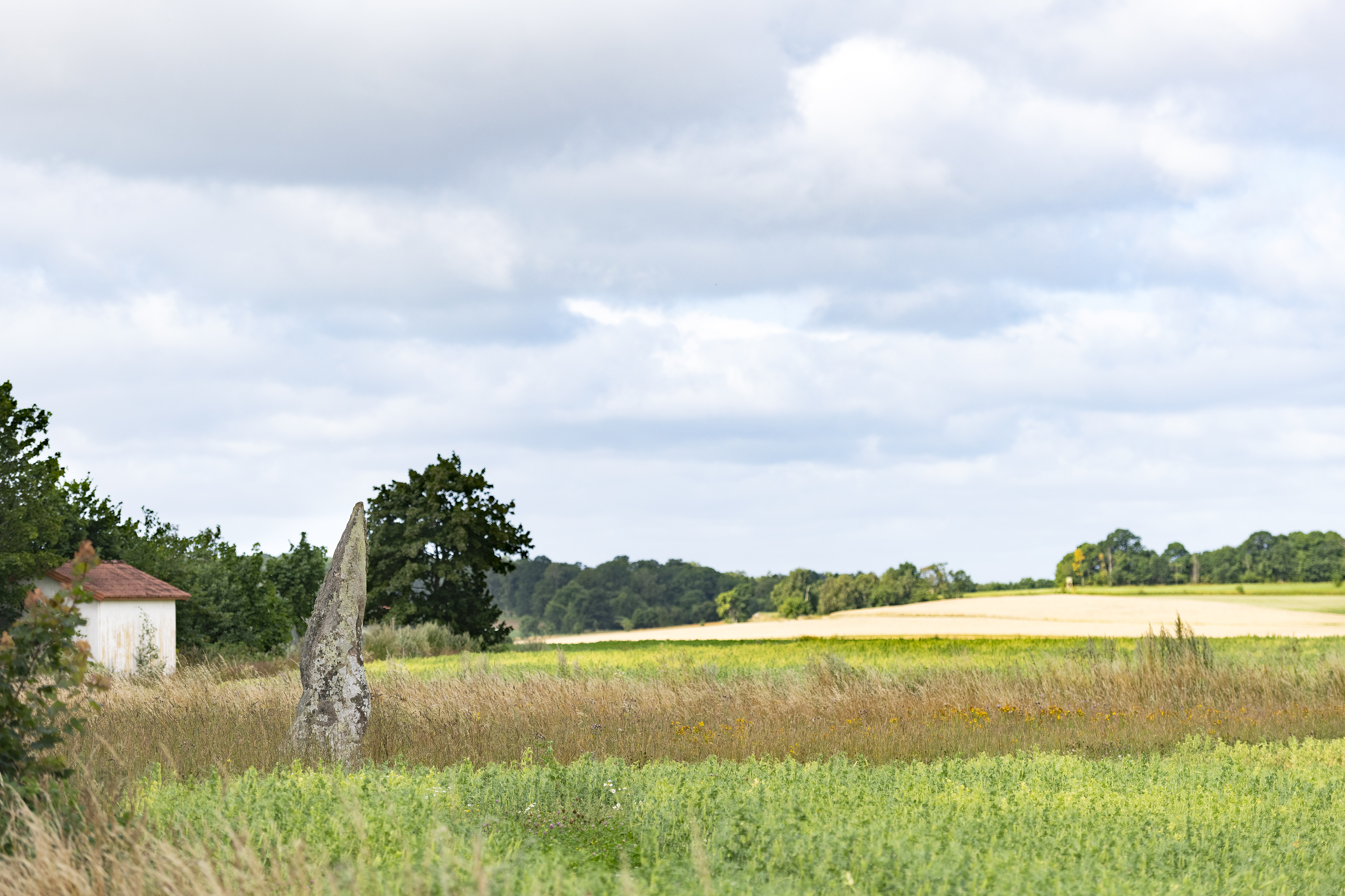
Bautastein nahe der Asige kyrka

## In der Nähe
Nördlich von Asige liegt das Gräberfeld von Särestad.
Bei Öinge südlich von Asige liegen 25 m voneinander entfernt zwei der größten Treuddar Schwedens (schwedisch Torsa stenar) mit Seitenlängen von 33 m. Es sind dreiarmige Erdaufschüttungen von 0,7 m Höhe aus der Völkerwanderungszeit. Im Zentrum des westlichen Treudd liegt ein einen Meter hoher Findling, ähnlich dem von Lyngsta(d). Die archäologische Literatur bringt die drei Arme mit den nordischen Götter Odin, Thor und Freya in Verbindung.